# Marija Tonković
Marija Tonković (nacida el 23 de noviembre de 1959) es una exjugadora de baloncesto yugoslava. Consiguió 2 medallas en competiciones oficiales con Yugoslavia.